# Иоганн Фридрих I (герцог Померании)
Иоганн Фридрих I Сильный (пол. Jan Fryderyk; 27 августа 1542, Вольгаст — 9 февраля 1600, Вольгаст) — герцог Вольгастский (вместе с младшим братом Богуславом XIII) (1560—1569) и Щецинский (1569—1600), епископ Камминский (1557—1573).

## Биография
Представитель династии Грифичей. Второй сын Филиппа I (1515—1560), герцога Померанского (1531—1532), Щецинского (1531—1532) и Вольгастского (1532—1560), и Марии Саксонской (1515—1583).
Был назван в честь своего дяди курфюрста Иоганна Фридриха Саксонского, брата своей матери.
Камминский капитул 29 августа 1556 года избрал 14-летнего Иоганна Фридриха на должность епископа камминского. Вступил в должность епископа Камминского 15 июня 1557 года. В 1558—1560 годах учился в Грайфсвальдском университете.
В 1560 году скончался герцог Филипп I Вольгастский, отец Иоанна Фридриха. Он прервал свою учёбу и вернулся в Вольгаст, где Иоанн Фридрих и его младший брат Богуслав XIII были объявлены новыми герцогами Померании-Вольгаста. Первоначально братья находились под опекой своей матери Марии Саксонской и дяди Барнима IX Благочестивого, а также князей Иоанна Фридриха II Саксен-Готского и Вольфганга Ангальт-Кетена. Регентами в герцогстве были их мать Мария Саксонская и двоюродный дядя, герцог Щецинский Барним Благочестивый. Затем Иоанн Фридрих два года провёл при дворе германского императора в Вене, а в 1567 году стал самостоятельно править в Вольгастском герцогстве вместе с младшим братом Богуславом XIII.
4 апреля 1569 года герцог Щецина Барним IX Благочестивый добровольно отказался от власти. Иоанн Фридрих получил во владение герцогство Померания-Щецин. 23 июля 1569 года произошел раздел владений между братьями. Богуслав XIII стал самостоятельно править в Померании-Вольгасте, а Иоанн Фридрих — в Померании-Щецине. В 1574 году Иоанн Фридрих отказался от должности епископа Камминского в пользу своего младшего брата Казимира VII.
В 1570 году герцог Иоганн Фридрих принимал у себя в Щецине (Штеттине) большой мирный конгресс, на котором было договорено о прекращении Северной войны, в которой принимали участие Речь Посполитая, Дания, Ганза, Швеция и Россия. Во время переговоров герцог Щецинский действовал в качестве посредника от имени императора Священной Римской империи. Однако затраты на проведение конгресса и финансовый крах, вызванный банкротством в 1572 году щецинского купеческого дома Лёц, сильно ударили по Щецинскому герцогству. Одним из кредиторов, который добивался возвращения долга, была Польша. Несмотря на это, в 1575—1577 годах Иоанн Фридрих перестроил в стиле ренессанс замок поморских князей в Щецине (Штеттине) и Слупске. Герцог был известным меценатом науки и поддерживал тесные контакты с Речью Посполитой.
После продолжительной болезни (с 1593 года) 57-летний герцог Иоанн Фридрих Щецинский скончался 9 февраля 1600 года в Вольгасте, куда прибыл в конце января. Его тело было перевезено в Щецин 13/14 февраля 1600 года и захоронено в гробнице в замковой церкви Святого Отто 15 марта 1600 года. Титул герцога Щецина унаследовал его младший брат Барним X (1600—1603).

## Брачные планы и семья
Первоначально (ок. 1560/1561 года) польское правительство рассматривало возможность брака между герцогом Иоанном Фридрихом Вольгастским и Екатериной Ягеллонкой (1526—1583), одной из младших сестер короля Речи Посполитой Сигизмунда II Августа. Этот династический брак способствовал вступлению представителя династии Грифичей на польский королевский престол после смерти последнего из династии Ягеллонов. Однако обе стороны не смогли согласовать свои позиции, поляки требовали от щецинского герцога выплаты предоставленного ему кредита. Иоанн Фридрих откладывал выплату польского кредита и соглашался это сделать только под залог имений в Королевской Пруссии. Переговоры о заключении династического брака были прерваны.
После консультаций с братом Богуславом XIII 5 апреля 1569 года и подписания брачного договора 5 июня того же года, герцог Иоанн Фридрих женился в Штеттинском замке на Эрдмуте Бранденбургской (26 июня 1561 — 13 ноября 1623), старшей дочери бранденбургского курфюрста Иоганна Георга и маркграфини Сабины Бранденбург-Ансбахской. Семилетняя невеста была на 19 лет младше своего мужа. Брак был бездетным, отношения между супругами не сложились.
От неизвестной любовницы имел внебрачную дочь (имя неизвестно, род. до 1585 года), которая стала женой герцогского камердинера Ганса Рамбова (1564—1613).